# Yokosuka K5Y
Yokosuka K5Y (яп. 九三式中間練習機-2) — серійний навчальний літак Імперського флоту Японії періоду 1930-х років та Другої світової війни.
Кодова назва союзників - «Вілоу» (англ. Willow).

## Історія створення
Розробка навчального літака K5Y почалась у 1932 році на замовлення Імперського флоту Японії. Проєкт розроблявся на фірмі Kawanishi з залученням спеціалістів з першого флотцького арсеналу поблизу міста Йокосука. Останні вже мали досвід розробки поплавкового літака K4Y, а також мали два готові прототипи наземної версії. Як і попередники, це був двомісний біплан типу сесквіплан (верхнє крило вдвічі більше за нижнє), оснащений сучаснішим двигуном Hitachi Amakaze 11 потужністю 300 к.с. в капоті з кільцем Тауренда. Шасі, як і в більшості літаків того часу, не складалось.
Перший літак був збудований у грудні 1933 року і після нетривалих випробувань у 1934 році прийнятий на озброєння під назвою «Перехідний навчальний літак морський Тип 93» (або K5Y1 з колісним шасі та K5Y2 - поплавковий).

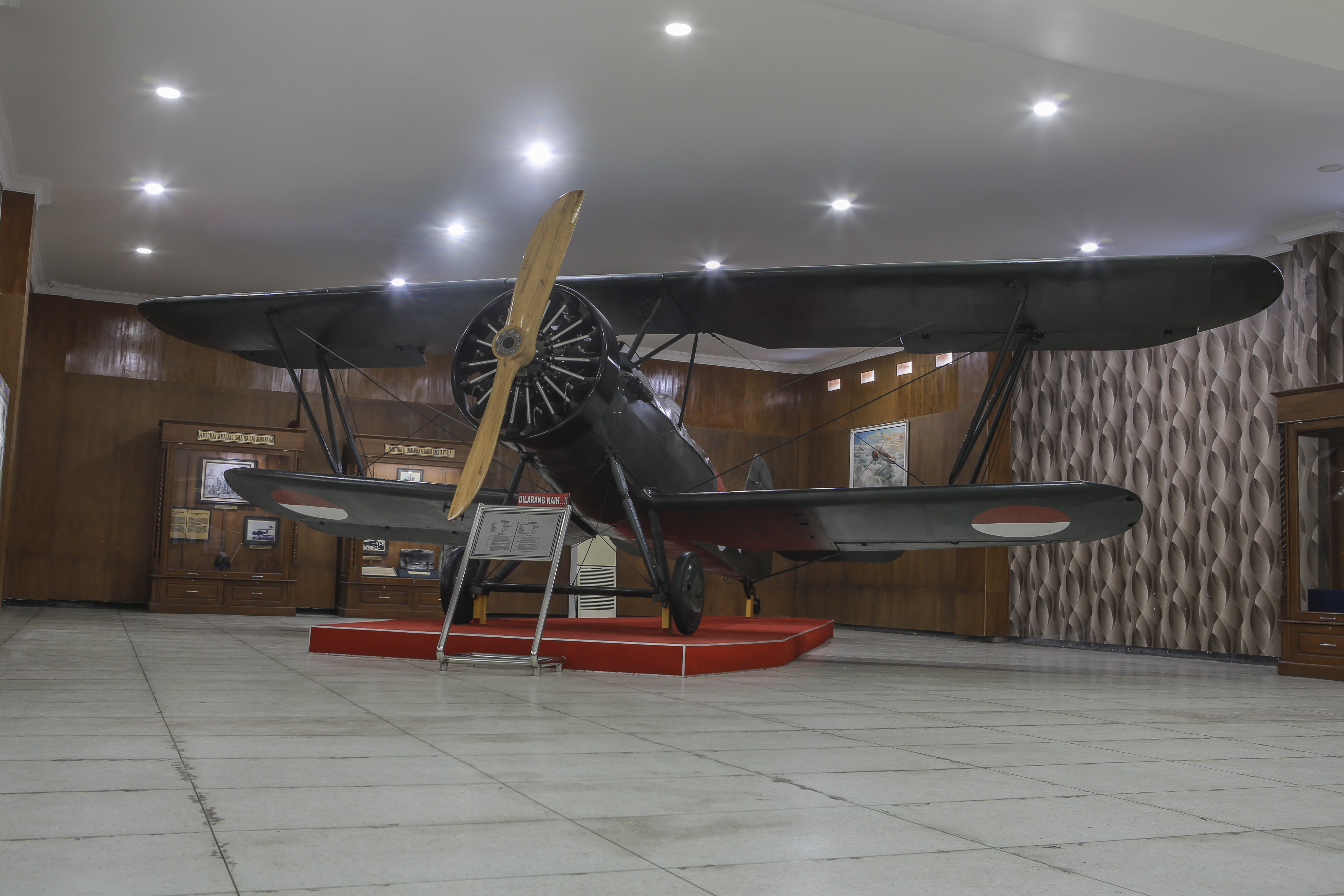
K5Y1 в музеї в Джакарті.

Пізніше був розроблений поплавковий варіант K5Y3 з двигуном Hitachi Amakaze 21 потужністю 515 к.с., було випущені та облітані 2 екземпляри літака. Варіанти з колісним шасі K5Y4 (з двигуном Hitachi Amakaze 21A потужністю 480 к.с.) та K5Y5 (з двигуном Hitachi Amakaze 15 потужністю 515 к.с.) залишились лише проєктами.
Літаки K5Y став наймасовішим японським навчальним літаком. Запущений у виробництво у 1934 році, він випускався до кінця війни, незважаючи на появу нових перехідних літаків-монопланів.
Всього було випущено 5 770 літаків, в тому числі 872 поплавкових K5Y2.
Після закінчення Другої світової війни декілька трофейних літаків K5Y  використовувались індонезійськими повстанцями проти голландських військ. Один літак зараз перебуває в аерокосмічному музеї в Джакарті.

## Тактико-технічні характеристики (K5Y1)

### Технічні характеристики
|                       | K5Y1                   | K5Y2                   |
| --------------------- | ---------------------- | ---------------------- |
| Екіпаж                | 2 особи                | 2 особи                |
| Довжина               | 8.05 м                 | 8.78 м                 |
| Висота                | 3.2 м                  | 3.68 м                 |
| Розмах крил           | 11 м                   | 11 м                   |
| Площа крил            | 27.7 м²                | 27.7 м²                |
| Маса пустого          | 1 000 кг               | 1 150 кг               |
| Маса спорядженого     | 1 500 кг               | 1 650 кг               |
| Навантаження на крило | 54.2 кг/м²             | 59.6 кг/м²             |
| Двигуни               | Hitachi Amakaze 11     | Hitachi Amakaze 11     |
| Потужність            | 340 к. с.              | 340 к. с.              |
| Питома потужність     | 4.4 кг/к.с.            | 4.9 кг/к.с.            |
| Максимальна швидкість | 213 км/г               | 198 км/г               |
| Крейсерська швидкість | 140 км/г               | 140 км/г               |
| Практична дальність   | 1 460 км               | 1 750 км               |
| Практична стеля       | 5 700 м                | 4 330 м                |
| Час набору висоти     | 3000 м за 13 хв. 32 с. | 3000 м за 19 хв. 35 с. |

### Озброєння
- 1 х 7,7-мм кулемет «Тип 89»
- 1 х 7,7-мм кулемет «Тип 92»
- до 100 кг бомб

## Модифікації

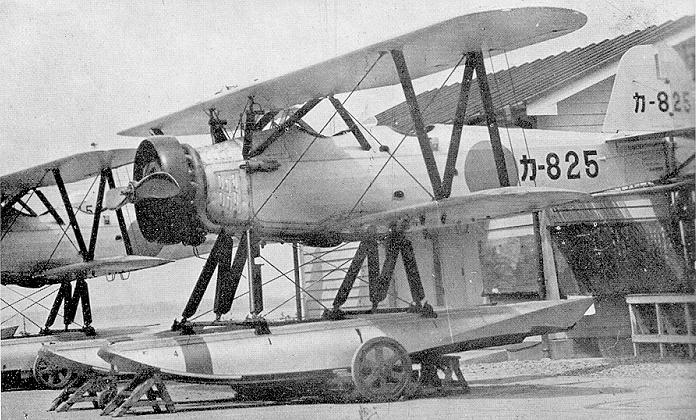
K5Y2

- K5Y1 - двомісний навчальний літак флоту
- K5Y2 - поплавкова версія K5Y1 з двигуном Hitachi Amakaze 11
- K5Y3 - поплавкова версія K5Y1 з двигуном Hitachi Amakaze 21 потужністю 515 к.с.
- K5Y4 - проєкт літака з двигуном Hitachi Amakaze 21A потужністю 480 к.с.
- K5Y5 - проєкт літака з двигуном Hitachi Amakaze 15 потужністю 515 к.с.

## Оператори

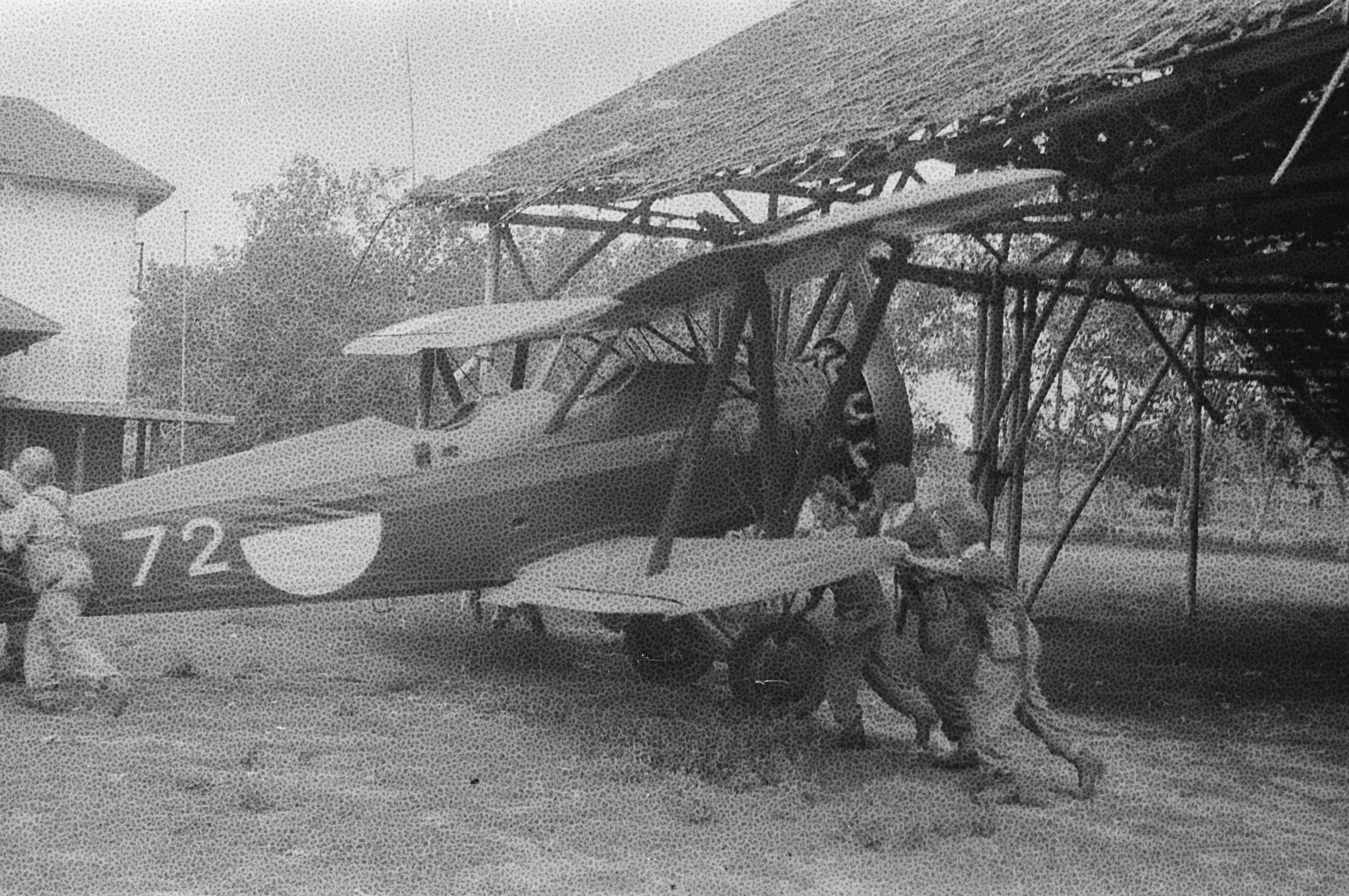
Захоплений індонезійськими повстанцями K5Y1. Зауважте хіномару перефарбоване в прапор Індонезії. 1948 рік.

Японська імперія
- Авіація імперського флоту Японії
  - Авіазагін Кашіма
  - Авіазагін Касумігаура
  - Авіазагін Шанхай
  - Авіазагін Сузука
  - Авіазагін Цучіура

 Індонезія
- Національна армія Індонезії